# Едијакаријум
Едијакаријум (понегде назван и вендијум) је последња геолошка периода протерозоика. Судећи по фосилним налазима, током ове периоде, пре око 600 милиона година, појављују се прве животиње — тзв. едијакарска фауна.

## Откриће
Фосиле ових вишећелијских организама први је открио један аустралијски геолог 1946. године у пешчару камбријумске старости. Читава откривена фауна је добила назив по бреговима Едијакара у јужној Аустралији.

## Налазишта
Осим у Аустралији, фосили едијакаријске фауне налажени су и другим крајевима света, посебно на Гренланду, у Русији и Намибији.

## Раније претпоставке
Пошто се доба едијакаријума претходно сматрало биолошком „црном рупом“, односно ером без животиња и живота уопште, едијакарска фауна је „смештена“ у камбријум (пре 540 милиона година). Тек каснија истраживања су показала да су фосили едијакара много старији.

## Едијакаријска фауна
Откривени фосили су личили на остатке корала, медуза, црва, док други нису имали сличности са данашњим животињама. Нису имали главу, реп и удове, као ни усни отвор и органе за варење. Хранљиве супстанце су упијали из воде у којој су живели. Могуће је да су неки живели у симбиози са алгама попут данашњих дупљара. Били су то бентосни организми. Већина ових животиња је попут биљака била причвршћена за морско дно, (сесилни организми), док су други само „лежали“ на дну. Нису имали чврстих делова, што значи ни љуштура, јер за тим није било ни потребе. У мирним водама едијакаријума није било предатора. Грађа тела им је била налик на преградама издељен и течношћу испуњен мешак.

## Представници
је био сличан малој медузи. Карнија (Charnia) је изгледала као перо и била причвршћена за дно, као и швартпунција (Swartpuntia). Дикинсонија (Dickinsonia) је са 1m дужине била див у доба вендијума. Мала спригинија (Spriggina) подсећала је на некаквог трилобита.
Постоји више гледишта на положај едијакаријских представника у филогенији живог света, као и о њиховој даљој еволуцији. По неким мишљењима, они су налик на лишајеве, док их други сматрају посебним царством (вендобионти) због специфичне грађе њиховог тела. Већина ипак мисли да су едијакаријске животиње биле прави представници животињског царства, од којих су неке преци дупљара из камбријума, док су друге заувек нестале са појавом динамичнијих и агресивнијих врста.